# Memorial Stadium (Seattle)
Das Memorial Stadium ist ein Football- und Fußballstadion in der US-amerikanischen Stadt Seattle, King County, im Bundesstaat Washington. Es befindet sich auf dem Gelände der Weltausstellung Century 21 Exposition, die 1962 stattfand. Die Anlage bietet auf den beiden Längstribünen jeweils 6000 Sitzplätze, insgesamt also 12.000 Sitzplätze. 1974 wurde es temporär auf 17.000 Plätze erweitert, als die Fußballmannschaft der Seattle Sounders ihre Heimspiele hier austrug.

## Geschichte
Die Errichtung des Stadions begann 1946 und wurde Ende 1947 abgeschlossen. Seinen Namen erhielt das Stadion zu Ehren der im Zweiten Weltkrieg gefallenen Soldaten, die die Seattle High School besuchten. Auf einer Erinnerungswand wurden die Namen der 762 Gefallenen verewigt.
Über der Anzeigetafel des Stadions ist heute der Name „Leon H. Brigham Field“ zu lesen. Dies ist ein Tribut an den Footballspieler und -trainer, der 1979 in die Hall of Fame der Washington State Football Coaches Association aufgenommen wurde.

## Nutzung
Das Memorial Stadium gehört den Seattle Public Schools und wird hauptsächlich für Highschool-Footballspiele genutzt. Aber auch als Austragungsort für Fußballspiele hat das Memorial Stadium bereits eine längere Tradition. So spielten 1974 und 1975 die Seattle Sounders in der North American Soccer League hier, bevor sie in den neuerrichteten Kingdome umzogen. Ebenso trat die gleichnamige Franchise, welche in der A-League bzw. der USL First Division spielte, von 1997 bis 2002 im Memorial Stadium an. Anschließend wechselten die Sounders in das neue Qwest Field. Seit 2014 trägt der in der National Women’s Soccer League spielende Seattle Reign FC seine Heimspiele im Stadion aus.
Das einzige (semi-professionelle) Football-Team, das von 2007 bis 2009 im Memorial Stadium spielte, waren die Seattle Majestics, eine Frauenmannschaft aus der Independent Women’s Football League.
Im Memorial Stadium fand zudem die Eröffnungsveranstaltung für die Weltausstellung Century 21 Exposition statt, die im Jahr 1962 in Seattle ausgerichtet wurde. Es ist auch der Zielpunkt des seit 1970 ausgetragenen Seattle-Marathons.
Es finden dort zudem regelmäßig Konzerte und Musikfestivals statt.

## Galerie

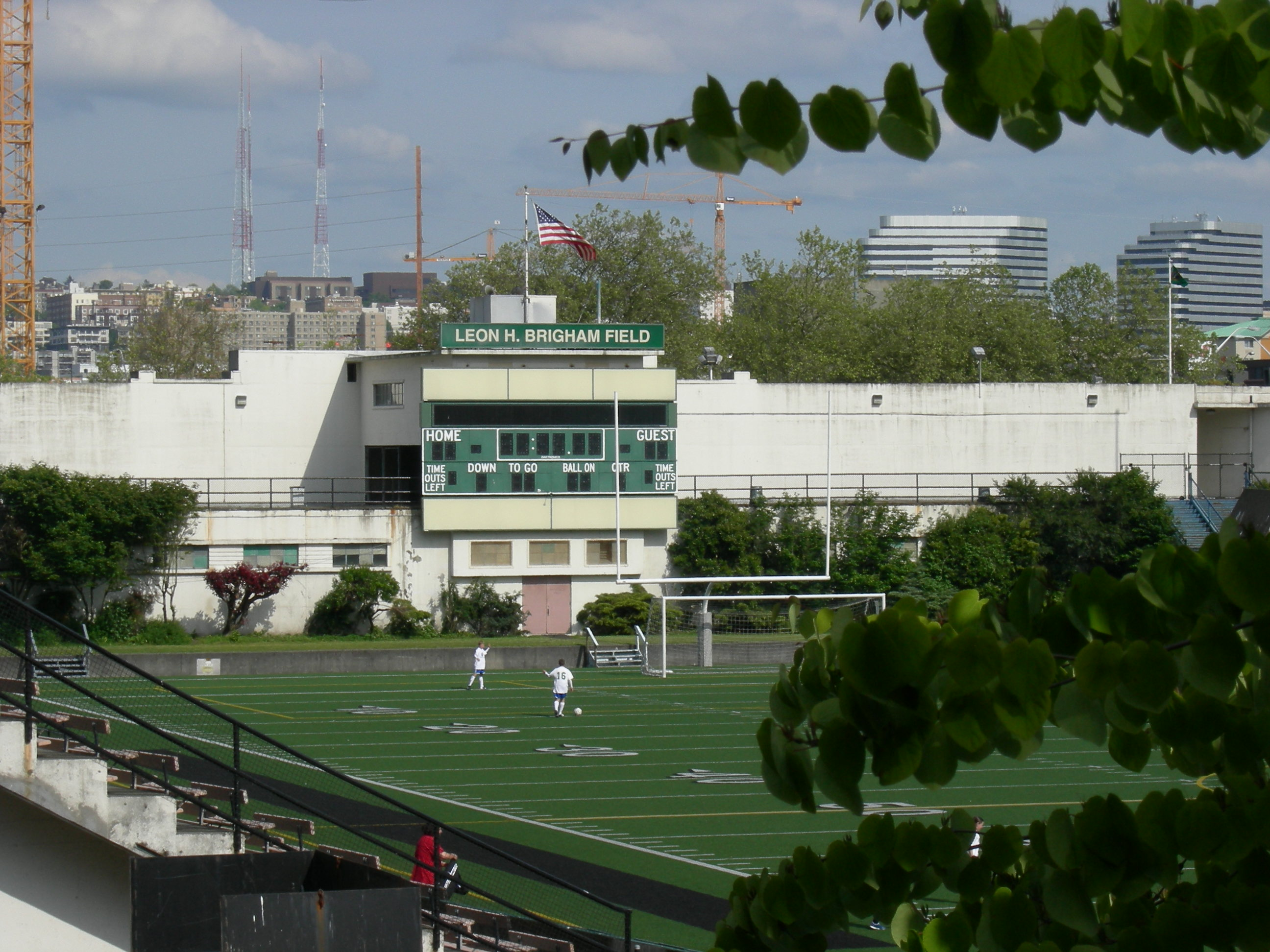
„Leon H. Brigham Field“ über der Anzeigetafel des Memorial Stadium (Mai 2007)
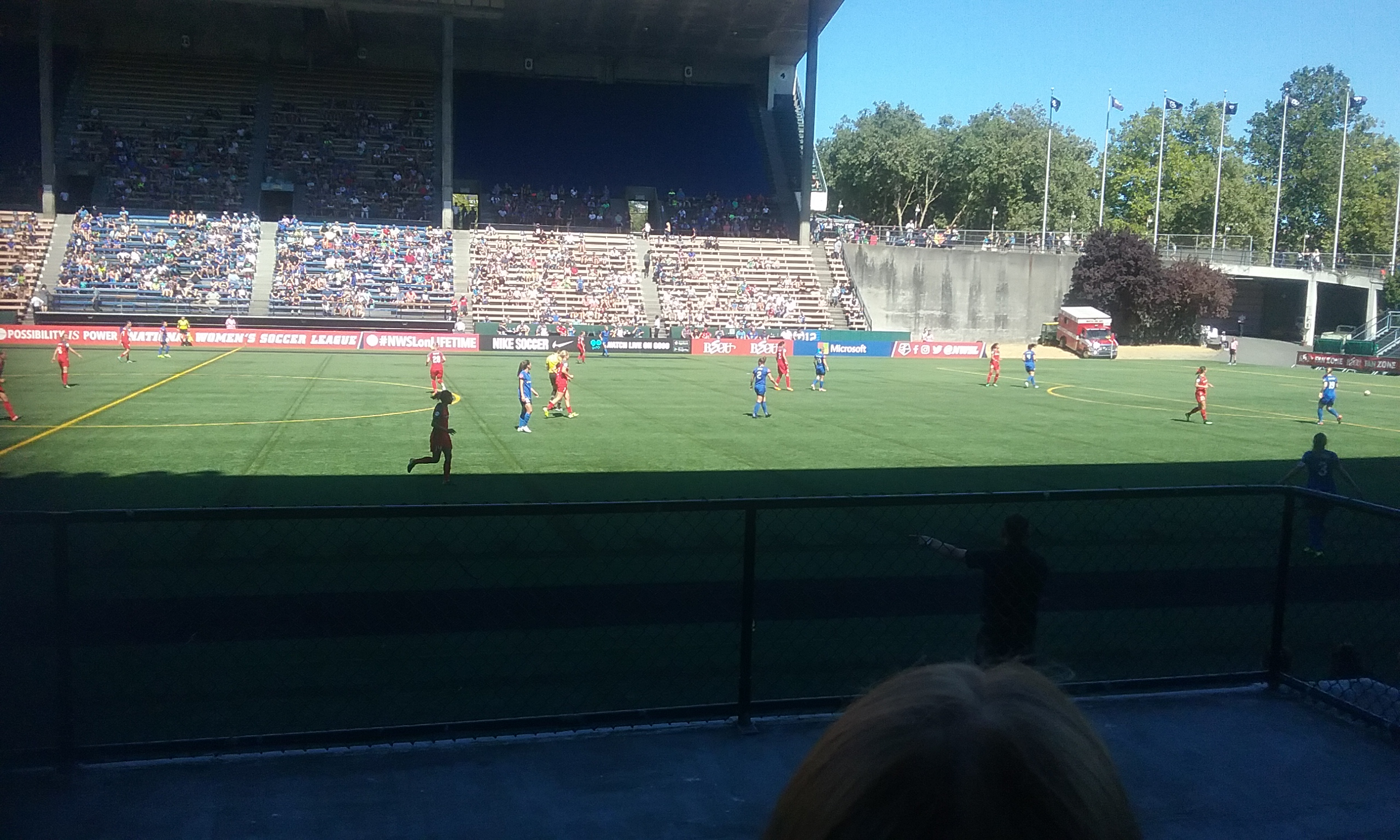
Spiel des Seattle Reign FC gegen den Portland Thorns FC am 26. August 2017
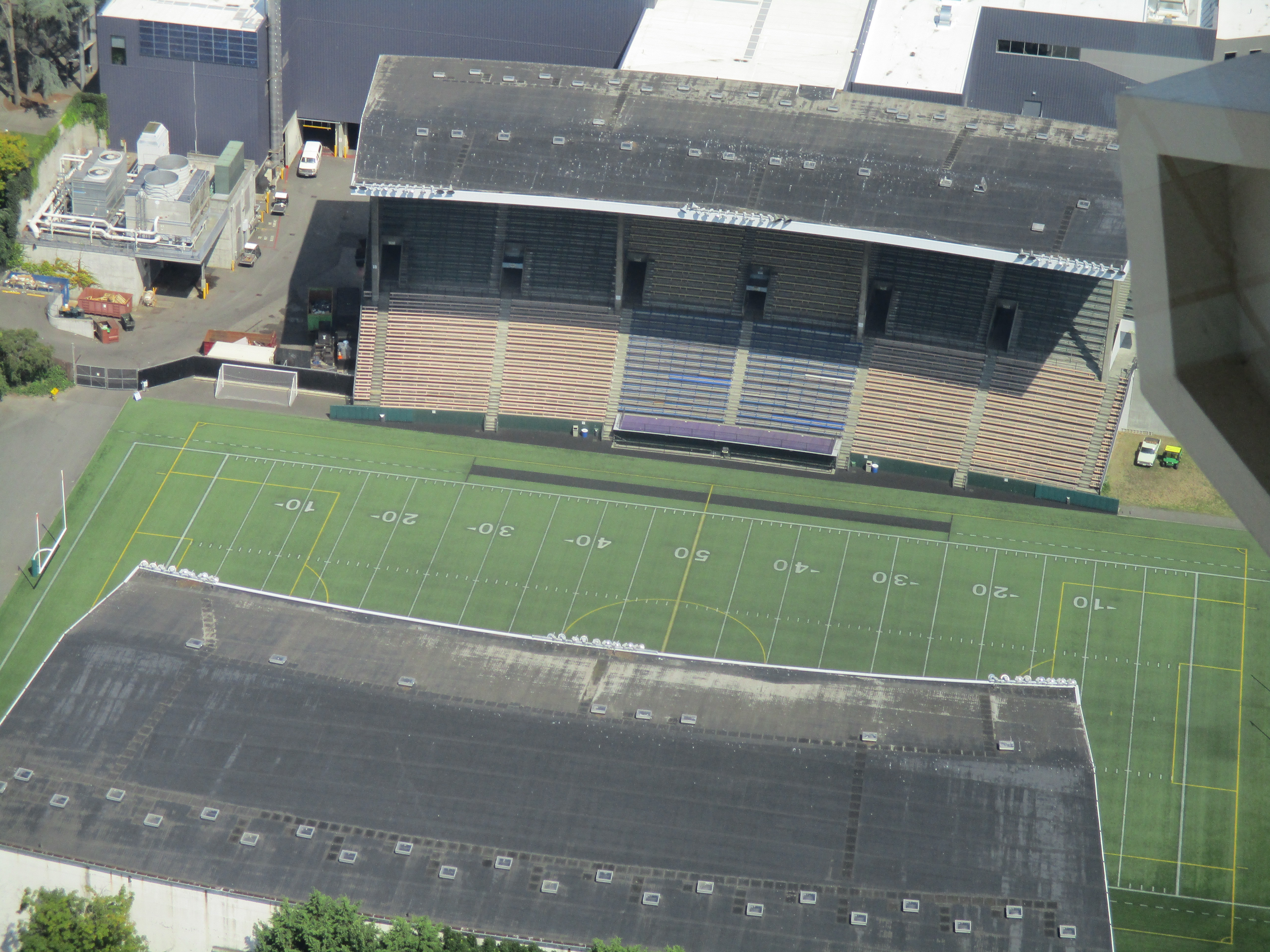
Blick auf das Stadion im August 2019